# Üebermutter
Üebermutter ist eine 2006 gegründete Neue-Deutsche-Härte-Band. Die Gruppe erfuhr durch ihr postfeministisches Konzept, die an Rammstein orientierte Musik und die mit Lucilectric populär gewordene Sängerin Luci van Org mediale Aufmerksamkeit, die über die Metal-Presse hinausging.

## Geschichte
Luci van Org gründete Üebermutter, nachdem in einem Editorial der Wochenzeitung Die Zeit die These vertreten wurde, dass „die Emanzipation den Frauen nicht nur Vorteile gebracht hat“. Van Org nannte das Editorial den „Tropfen, der das Fass zum Überlaufen gebracht“ habe. Im Gespräch mit Spiegel Online führte sie aus, das Debütalbum sowie die Band seien aus ihrer „Wut darüber entstanden, dass plötzlich überall [ihr] Schicksal als Frau diskutiert“ wurde. Im Gespräch mit dem Magazin Rock Hard ergänzte sie dies um den persönlichen Ärger über eine nach ihrer Ansicht sich „plötzlich immer weiter verbreitende Bigotterie und Rückwärtsgewandtheit“, den sie zum Anlass der Bandgründung nahm. Dabei sei das Konzept zu Üebermutter in Kooperation mit Michael Kernbach entstanden, nachdem er ihr erste Textfragmente und Musikskizzen zugesandt hatte. Darüber hinaus sagte van Org, dass die Musik aus einer persönlichen Affinität zu „härteren Pfaden“ entstand.
Als Mitmusikerinnen holte van Org von der Berliner Rammstein-Cover-Band stiefMutter Anja Schlemm als Bassistin und Peggy Junghanns als Gitarristin hinzu. Als Schlagzeugerin kam Sabine Ahlbrecht von Nervous Germans und Drei Flaschen in die Gruppe. Die Frauen titulierte van Org in Bandpräsentationen als ihre „Unheilsarmee“. Als weiteren Gitarristen und einziges männliches Mitglied der Bühnenbesetzung wurde Michael Brettner von Guildo Horn & Die Orthopädischen Strümpfe engagiert. Ihn stellte van Org als den „UNHEILand [vor], der gekommen ist, durch eigenes, heldenhaft ertragenes Leid sein gesamtes Geschlecht von allen patriarchalischen Süenden aus tausenden von Jahren zu erlöesen“.
Die Gruppe schloss 2007 einen Vertrag mit Roadrunner Records. Zuvor hatte die Band Demos versandt, woraufhin der A&R-Manager von Roadrunner Records die Gruppe im Proberaum besuchte und der Band anschließend einen Vertrag anbot. Das Debütalbum Unheil! wurde darauf folgend im Jahr 2008 über Roadrunner Records veröffentlicht und provozierte eine polarisierte Rezeption. Es folgten mehrere deutschlandweite Auftritte, bevor van Org sich wieder verstärkt anderen Projekten widmete. Im Jahr 2017 veröffentlichte Üebermutter mehrere Musikvideos zu bis dahin unveröffentlichtem Material. Im gleichen Jahr trat die Band als Trio mit einem Akustik-Set beim Wave-Gotik-Treffen auf.

## Konzept
Mit Bezug auf die Debatten um die Rolle der Frau wurde Üebermutter in Pressepaketen als „postfeministische Metal-Band“ angepriesen. Dabei wurden sowohl an dieser Diskussion beteiligte Personen – wie Eva Herman für das Buch Das Eva-Prinzip – angegriffen als auch Vertreter der Popkultur. Explizit richtete sich der Pressetext gegen Roger Cicero und die Songtexter von Barbara Schöneberger, die nach Ansicht von Luci van Org „überkommene Frauen- und Menschenbilder“ verbreiteten und Frauen in althergebrachten Rollenmustern darstellten. Thomas Winkler schrieb in der taz hierzu, dass Üebermutter mit Mitteln der Ironie an der Seite neuer Feministinnen „weibliche Stärke und Selbstbehauptung“ gegen die drei K „Kinder, Kirche, Küche“ propagiere. Van Org ergänzt solche Einschätzung um den Hinweis, jedem -ismus kritisch gegenüberzustehen. Sie verstünde sich nicht als Feministin, sondern sei viel mehr eine „Gerechtigkeitsfanatikerin und wünsche […] gleiche Rechte, Pflichten und Möglichkeiten für alle.“
Das Konzept wird dabei über die ironisierenden und sarkastischen Texte, die martialisch-militärische Ästhetik und sadomasochistische Inszenierungen der Gruppe transportiert. Dabei wird auf eine Ästhetik „aus 50er-Jahre-Nachkriegsflair, S/M-nahen Uniformen und Accessoires, postfeministischem Image und pazifistisch-gesellschaftskritisch-moralisierenden Aussagen“ verwiesen. So greifen die Texte auf Phrasen der Blut-und-Boden-Ideologie zurück. Mit der Adaption dieser Phrasen im Kontext der überzeichneten Liedtexte wolle die Gruppe „klare Statements gegen den Totalitarismus“ setzen. In einen ähnlichen Kontext stellt van Org den Albumtitel Unheil! und die Cover-Gestaltung, die das Iwo-Jima-Motiv adaptiert. So sei Unheil „das totale Gegenteil von ‚Heil!‘“ und im Iwo-Jima-Motiv würden „wie beim Hissen jeder Siegesfahne, Leid und Tod auf perverseste Weise glorifiziert.“ Mit solchen Bezugnahmen wolle Üebermutter die diesen Motiven zugrunde liegenden Ideologien ad absurdum führen. Dennoch stünden die Texte in einem persönlichen Zusammenhang und rekurrieren auf van Orgs Leben. So gingen auch die Missbrauchspassagen in Mädchen Teil Zwo auf eigene Erfahrungen zurück.

## Stil
Die von Üebermutter gespielte Musik wird der Neuen Deutschen Härte zugerechnet. In Rezensionen wird die Gruppe zumeist mit Rammstein verglichen. Van Org bestätigt den Einfluss, ergänzt ihn allerdings um „Laibach und unzählige […] andere […] Bands“. Der präsentierte Gesang wird häufig jenem von Nina Hagen nahegestellt.
In einer Besprechung für Metal.de wird die Musik als Mischung aus „brettharten Gitarren“, einem „stampfende[n] Schlagzeug“ und „kühl-industrielle[n] Synthesizersounds“ umschrieben. Ähnlich wurde die Musik in der Rezension für die Website The Pit angesiedelt: „Knüppelharte, meterhohe Gitarrenwände treffen auf ein peitschend vorantreibendes Schlagzeug, gepaart mit undurchschaubaren, kühlen Synthies, die auch den ein oder anderen Ohrwurm-Charakter für sich beanspruchen können.“ Weber beschreibt die Musik für das Musikmagazin Rock Hard als „spartanische[s] Stakkato-Riffing“ mit „stilistischer Nähe zu Rammstein“. Dabei hob Weber besonders die Gesangsleistung van Orgs hervor. Ebenso wird in anderen Rezensionen der Gesang besonders betrachtet. Er wird als vielseitig und 3 Oktaven umfassend gelobt.

## Rezeption
Mit Unheil! erfuhr Üebermutter hohe Aufmerksamkeit und stieß auf deutlich gemischte Kritiken. Neben Musikmagazinen wie Rock Hard und Metal Hammer sowie diversen Webzines befassten sich unter anderem taz und Spiegel Online mit Üebermutter.
Matthias Weckmann schrieb für das Musikmagazin Metal Hammer eine negative Beurteilung und nannte die Musik sowie das Konzept „schlecht und aufgesetzt“. Auf der Website CDStarts wurde das Album ähnlich schlecht bewertet und das Konzept als „ein billiger Vorwand um sich wieder ins Licht der Öffentlichkeit zu rücken“ bezeichnet. Andere Rezensionen nannten das Album „ungewöhnlich und interessant“, „vielversprechend“, bis hin zu lobenden Besprechungen, die besonders das positive Konzept hervorhoben und solche, welche die musikalische Qualität als besonders gelungen herausstellten. Volkmar Weber vom Rock Hard lobte zugleich das Konzept und die Musik, er bezeichnete Unheil! als polarisierendes Album und hob besonders van Orgs Gesangsleistung als „phänomenal“ hervor.

## Diskografie
- 2008: Unheil! (Album, Roadrunner Records)
- 2008: Heim und Herd (Single, Roadrunner Records)